# 洪长兴
洪长兴是一家上海老字号清真羊肉馆。

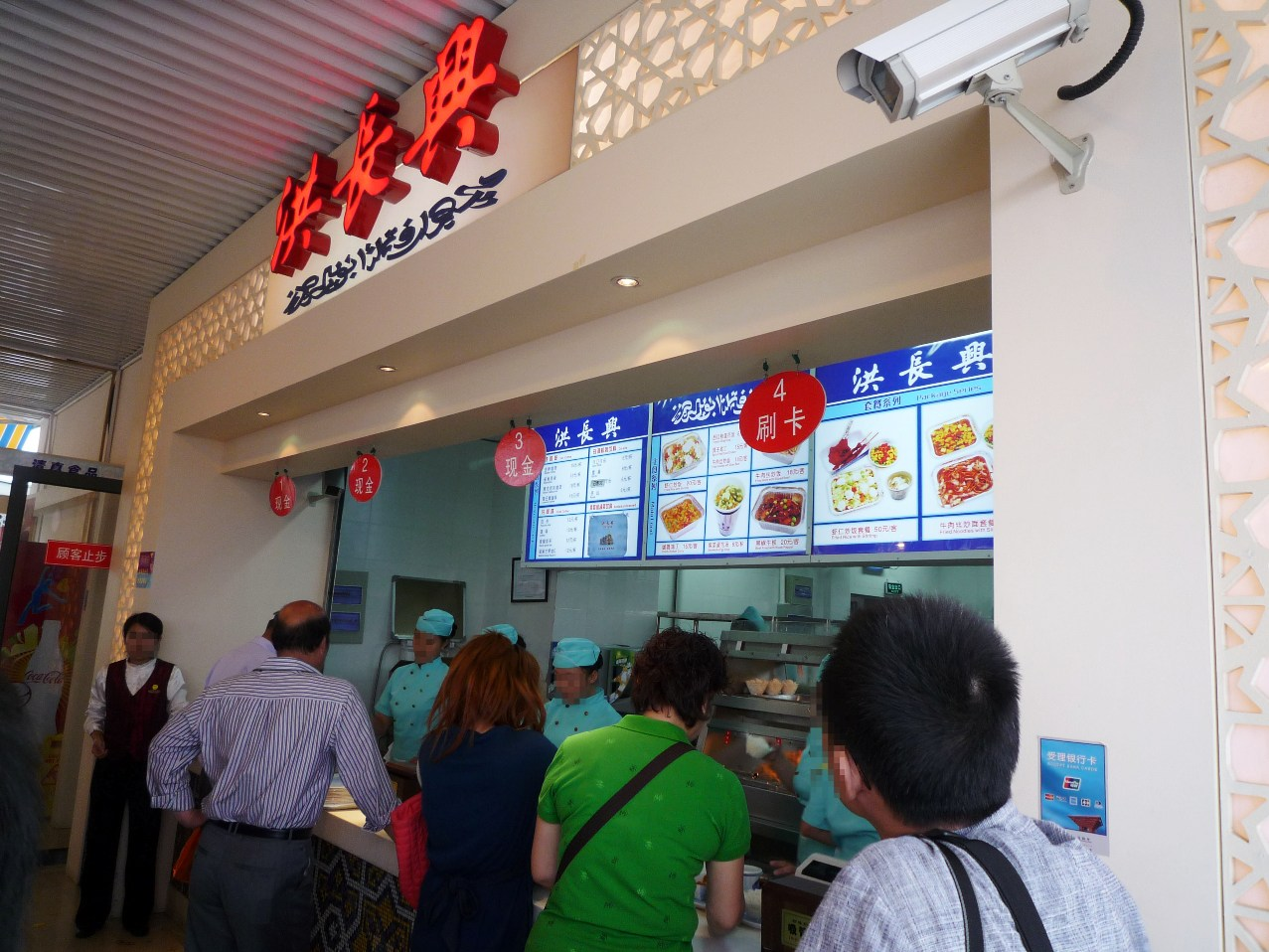
2010年上海世博会内的洪长兴快餐厅

业主马赐立（一說名為馬春橋）擅长烹调羊肉，1914年随其侄马连良来沪，见上海各地风味的菜馆都有，独缺北京涮羊肉，便在新城隍庙旁边（今延安中路、连云路口）开设了羊肉馆，专营羊肉面点、馅饼和涮羊肉。该店用料讲究，调味料具有正宗的北京风味。店内始终使用京式紫铜火锅，燃烧生炭，锅汤常保持沸腾，使羊肉涮后鲜嫩可口。
1918年，马春桥返回北京前，将羊肉館交給洪海泉經營。後洪海泉將羊肉館取名为“洪长兴”。
文化大革命期間，洪长兴一度改名为“东升饮食店”，甚至卖起了猪肉，引起回民的不滿，並拒绝来此用餐。
現洪長興為杏花樓集團旗下飯館。